# Felix Kubin
Pour les articles homonymes, voir Kubin.
Felix Kubin, nom de scène de Felix Knoth, né en 1969 à Hambourg (Allemagne), est un musicien allemand jouant de la musique électronique, également curateur, conservateur, artiste sonore et de radio.

## Biographie
Felix Kubin dirige le label Gagarin Records.

## Genre
La musique de Felix Kubin est influencée par la première Neue Deutsche Welle (NDW), ainsi que par la musique classique de film contemporaine du XXe siècle. Un lien significatif avec la Neue Deutsche Welle (à laquelle il n'a pas pu participer activement car il était trop jeune) peut également être remarqué dans ses paroles surréalistes allemandes, qui sont sauvages, poétiques et ouvertes à l'interprétation.

## Radio
Depuis 2001, Felix Kubin s'intéresse à la radio et produit de nombreuses pièces de théâtre (Hörspiel), qui peuvent être divisés en trois catégories : 
- Pièces radiophoniques qui combinent des images documentaires avec des enregistrements en studio dans un contexte fictif, et vont donc au-delà du style classique du long métrage (Paralektronoia, Wiederhole 1–8, Syndikat für Gegenlärm, Mother in the fridge)
- Pièces radiophoniques dramatiques (Orpheus' Psykotron, Orphée Mécanique, Die Machine steht still)
- Art sonore (Nachtspeicher, Territerrortorium, Säugling, Duschkopf, Damenschritte)

Sa pièce radiophonique Orphée Mécanique a reçu le prix "Hörspiel des Jahres" en 2012 et "Meilleur livre audio" 2013/2014 (Deutscher Hörbuchpreis).

## Musique de film et de théâtre
Felix Kubin a travaillé pour le théâtre en collaboration avec d'autres artistes tels que Christoph Schlingensief (« Atta Atta », Volksbühne Berlin, 2003), Mariola Brillowska (« House of National Dog », Kampnagel Hamburg, 2007), Schorsch Kamerun (« Hollywood Elegien », Ruhrtriennale Essen, 2002, « Des Kaisers Neue Kleider », Schauspiel Köln, 2010) et Robert Florczak (« Macbeth », Festival Shakespeare, Dantzig, 2010).
Il a composé la musique des films d'animation de Mariola Brillowska, Martha Colburn et Anke Feuchtenberger, ainsi que du court-métrage expérimental « Terminal » de Jörg Wagner. Il a également écrit des scénarios de « films de propagande » pour le parti artistique dada-communiste KED (Kommunistische Einheitspartei Deutschlands) et produit des courts métrages qui ont été diffusés dans des festivals internationaux et à la télévision. En 2023, il a composé deux bandes sonores pour la série ARTE Comédies féminines.

## Discographie
- Antarktis Slow Rock – 7" (1998 ; Meeuw Muzak)
- Filmmusik – LP/CD (1998 ; Gagarin Records, A-Musik)
- Die Pein vom Haupt entfernen – LP/zootrope object (1999 ; Rund um den Watzmann)
- Jane B. ertrinkt mit den Pferden – 10" (2000 ; Diskono)
- Tesla's Aquarium (avec Pia Burnette) – LP (2000 ; Storage)
- Schnitzler – 7" (2000 ; pop'eclectic)
- Ipsomat Legrand (avec Günther Reznicek, Mark Mancha) – 10" (2001 ; Disaster Area)
- Jetlag Disco – EP/3"CD (2001 ; A-Musik)
- Superlake Beat (avec Aavikko) – 7" (2001 ; Diskono)
- The Tetchy Teenage Tapes of Felix Kubin 1981–1985 – LP/CD (2002 ; A-Musik, Skipp)
- I hate art galleries (avec Mark Boombastik) – 7" (2003 ; Meeuw Muzak)
- Die kulturelle Revolution – 7" (2003 ; A-Musik)
- Matki Wandalki – LP/CD (2004 ; A-Musik)
- Der Aufstand der Chemiker (die Egozentrischen 2) – LP (2004 ; Was soll das? Schallplatten)
- Idiotenmusik – 7" (2005 ; Ultraeczema)
- Territerrortorium (avec Wojtek Kucharczyk) – 7" (2005 ; Gagarin Rec. + Mik.Musik)
- Anaerobic Robots (avec Mark Boombastik, Jake Basker) – EP (2005 ; Gagarin Records)
- Atoma Exi Mono, compilation – CD (2006 ; Solnze)
- There is a garden (avec Coolhaven) – 7" (2006 ; A-Musik)
- Suppe für die Nacht (avec Coolhaven) – CD (2006 ; Kormplastics)
- House of National Dog (avec Mariola Brillowska) – CD (2007 ; A-Musik)
- Detached from all objects (avec Pia Burnette) – LP/CD (2007 ; Gagarin Records + Stora)
- The Pataphysical Tape Club (Split-LP, avec IFCO) – LP/art mag. (2007 ; BIGMAG#2)
- Axolotl Lullabies – CD/LP (2007 ; Oral)
- Felix Kubin & das Mineralorchester: music for theatre and radio play – CD/LP (2008 ; Dekorder)
- Die Inhaberin des Chlorophyllmandats überwacht den Ausgleich von Licht und Schatten – Cassette Tape (2008 ; ALKU)
- Felix Kubin, compilation – CD (2009 ; Nuevos Ricos)
- Bruder Luzifer 1982–2010, compilation – CD (2010 ; The Omni Recording Corporation)
- Echohaus (avec ensemble Intégrales) – 2LP/CD (2010 ; Dekorder)
- Fog Frog (avec Max Goldt, Mark Boombastik) – 7" (2011 ; Meeuw Muzak)
- TXRF – 2LP/CD (2012 ; it's)
- Teenage Tapes – LP/DL (2012 ; Minimal Wave)
- Orphée Mécanique – CD (2012 ; Intermedium Records / Belville)
- Zemsta Plutona – LP/CD/DL (2013 ; Gagarin Records, ZickZack)
- Bakterien & Batterien (avec Mitch & Mitch) – LP/CD (2013 ; Gagarin Records, Lado ABC)
- Disco 2100 / Antarktis Slow Rock / Hotel Super Nova (avec Mitch & Mitch) – 12" EP (2014 ; Gagarin Records, Lado ABC)
- Chromdioxidgedächtnis – CD+MC (2014 ; Gagarin Records)
- 1:17 (avec Scott Haggart, Lary 7) – LP (2014 ; Gagarin Records)
- Taucher – 12" Maxi (2015 ; it's)
- Felix Kubin & das Mineralorchester II: Music for Film and Theatre – LP/DD (2016 ; Dekorder)
- Shine on you crazy diagram (Split-LP, avec le Splitter Orchester) – LP/DD (2016 ; Gagarin Records)
- Coughs and Sneezes – 8" Picture Disc (2016 ; Hasenbart)
- Takt der Arbeit (avec Miłosz Pękala, Magdalena Kordylasińska, Hubert Zemler) – LP/DD (2017 ; Editions Mego)
- Morgenröte / Aus Gold modelliert die Nacht – 7" in blau/türkis (2018 ; Psychofon Records)
- Max Brand Studie IV / Topia – LP/DD (2019 ; V I S)
- Die Maschine steht still – CD (2019 ; DAV)
- CEL (Felix Kubin & Hubert Zemler) – LP/CD/DD (2020 ; Bureau B)
- Wir triumphieren - Bergedorfs Kinderbandszene 1981-86, compilation (V.A.) – 2LP (2022 ; Minimalkombinat)
- Gegenwelt (CEL) – LP/CD/DD (2023 ; Bureau B)
- Der Aufstand der Chemiker, re-issue (Die Egozentrischen 2) – CD (2023 ; Suezan Studio)
- The Tetchy Teenage Tapes of Felix Kubin 1981–1985, re-issue – CD (2023 ; Suezan Studio)

## Postérité
La  réalisatrice française Marie Losier a réalisé en 2019 Felix in Wonderland!, un moyen métrage multiformes, entre film, installation et performance, centré sur Felix Kubin. La première s'est déroulée au festival de Locarno 2019.